# Gebrüder Rhodius
Die Gebrüder Rhodius GmbH & Co. KG ist eine Unternehmensgruppe mit Sitz in Burgbrohl im Landkreis Ahrweiler in Rheinland-Pfalz.

## Geschichte
Das Unternehmen wurde im Jahr 1827 von den Brüdern Christian, Carl Christian, Engelbert und Friedrich Eduard Rhodius sowie Karl Gustav Bischof in Burgbrohl als Bleiweißfabrik gegründet. Die Produktion fand zunächst in Linz am Rhein statt und wurde erst später nach Burgbrohl verlagert. 1859 zerstörte ein Unwetter große Teile der Fabrik; sie wurde jedoch wieder aufgebaut und dabei erweitert. Nach dieser Expansion begann das Unternehmen, einen Teil seiner Produkte zu exportieren. Auch in den folgenden Jahren wurde die Produktpalette ständig erweitert. So wurde ab 1883 Kohlensäure verflüssigt, in Flaschen gepresst und als eigenständiges Produkt verkauft, ab 1907 wurden Mennige und Bleiglätte produziert, 1937 wurde eine Lackfabrik in Fulda übernommen.
Anfang der 1950er-Jahre stellte das Unternehmen die Produktion von Bleiweiß ein und begann 1952 mit der Produktion von Schleifscheiben und 1958 mit der Abfüllung von alkoholfreien Getränken.

## Produktpalette
Aus der in den 1950er-Jahren begonnenen Trennung der Produktionslinien entstanden zwei Tochterunternehmen.

### Rhodius Mineralquellen und Getränke
Die Rhodius Mineralquellen und Getränke GmbH & Co. KG wurde 1958 als Pepsi-Konzessionär gegründet. Sie ist ein überregionaler Mineralwasser-, Sprudel- und Getränkehersteller. Seit etwa 1970 begann man, systematisch eigene Marken einzuführen. Die Gesellschaft füllt neben Eigenmarken auch Lizenzprodukte wie Pepsi-Cola, Schwip Schwap, Mirinda, 7up und Lipton Ice Tea ab. 2011 übernahm man Markenrechte, Produktionsrechte sowie den Vertrieb der traditionsreichen Offenbacher Firma Wasser Haindl Getränke Vertriebs GmbH und erweiterte dadurch das Sortiment um Bittergetränke. Das Unternehmen beschäftigt etwa 170 Mitarbeiter, füllt jährlich über 2,2 Millionen Hektoliter Getränke ab und erwirtschaftet damit einen Umsatz von 70 Millionen Euro (Stand: 2011).
Da nach über 56 Jahren zwei Konzessionsverträge mit Pepsi-Cola 2014 und 2018 auslaufen sollten, ging man im Juli 2014 mit dem Mineralbrunnen Überkingen-Teinach einen neuen Konzessionsvertrag ein, der ab 2015 Abfüllung und Vertrieb von Afri-Cola und Bluna beinhaltete.

### Rhodius Schleifwerkzeuge
Die Rhodius Schleifwerkzeuge GmbH & Co. KG wurde 1952 gegründet und beschäftigt sich mit der Herstellung sowie dem Vertrieb von Schleifwerkzeugen und artverwandten Produkten (Trennscheiben, Schruppscheiben, Lamellenschleifscheiben, Diamantwerkzeuge, Schleifmittel auf Unterlage, Hartmetallfräser, technische Drahtbürsten). Das Unternehmen verfügt über eigene Vertriebsniederlassungen in Frankreich (Rhodius France S.A.R.L.), den Niederlanden (Rhodius Nederland C.V.), Spanien, der Tschechischen Republik, Südkorea und den Vereinigten Arabischen Emiraten (Rhodius Middle East FZCO). Im Jahr 2012 wurden rund 79 Millionen Schleifscheiben hergestellt, der Jahresumsatz lag bei circa 51 Millionen Euro. Damit ist Rhodius größter Hersteller von kunstharzgebundenen, glasfaserverstärkten Trenn- und Schruppscheiben in Deutschland. Der Exportanteil liegt bei etwa 60 Prozent.